# Скрипніков Микола Сергійович
Микола Сергійович Скрипніков (Скрипник) (19 травня 1936, місто Макіївка, тепер Донецька область — 1 квітня 2010) — український вчений лікар-морфолог, топографоанатом. Член ЦК КПРС у 1990—1991 роках. Засновник Полтавської наукової школи морфологів, доктор медичних наук, професор, Заслужений діяч науки і техніки України. Академік Міжнародної академії інтегративної антропології, академік УАН. Син Скрипніков Андрій Миколайович.

## Життєпис
У 1954—1955 роках — слюсар Макіївського металургійного заводу Сталінської (Донецької) області.
З 1955 по 1958 рік служив у Радянській армії. Член КПРС з 1958 року.
З 1958 року — студент, секретар комітету комсомолу Харківського медичного стоматологічного інституту. Випускник Харківського медичного стоматологічного інституту (1963 рік). Учень та послідовник школи професора Т. В. Золотарьової.
У 1963—1967 роках — аспірант, асистент Харківського медичного стоматологічного інституту.
З 1967 року — асистент, доцент, декан факультету, завідувач кафедри оперативної хірургії і топографічної анатомії Полтавського медичного стоматологічного інституту.
У 1980—1987 роках — секретар партійного комітету Полтавського медичного стоматологічного інституту.
З 1987 по 2003 рік — ректор Полтавського медичного стоматологічного інституту (Української медичної стоматологічної академії). Потім — завідувач кафедри оперативної хірургії і топографічної анатомії Української медичної стоматологічної академії.
Автор понад 600 наукових праць. Підготував 76 докторів та кандидатів медичних наук. Виховав чудову плеяду полтавських топографоанатомів.
Багато зробив, як для фундації професорського корпусу та багатьох провідних вчених Української медичної стоматологічної академії, так і для становлення та розвитку самої Академії, зміцнення її матеріальної бази та авторитету.

## Нагороди
- орден «За заслуги» ІІ ступеня (1999)
- орден «За заслуги» ІІІ ступеня (1996)
- орден Миколая Чудотворця (2001)
- медаль «За трудову доблесть» (1971)
- Заслужений діяч науки і техніки Української РСР
- Почесний громадянин Полтави